# ميخائيل مولر (دبلوماسي)
ميخائيل مولر (بالدنماركية: Michael Møller)‏ هو دبلوماسي دنماركي، ولد في 9 نوفمبر 1952.